# Michael Güntner (Staatssekretär)

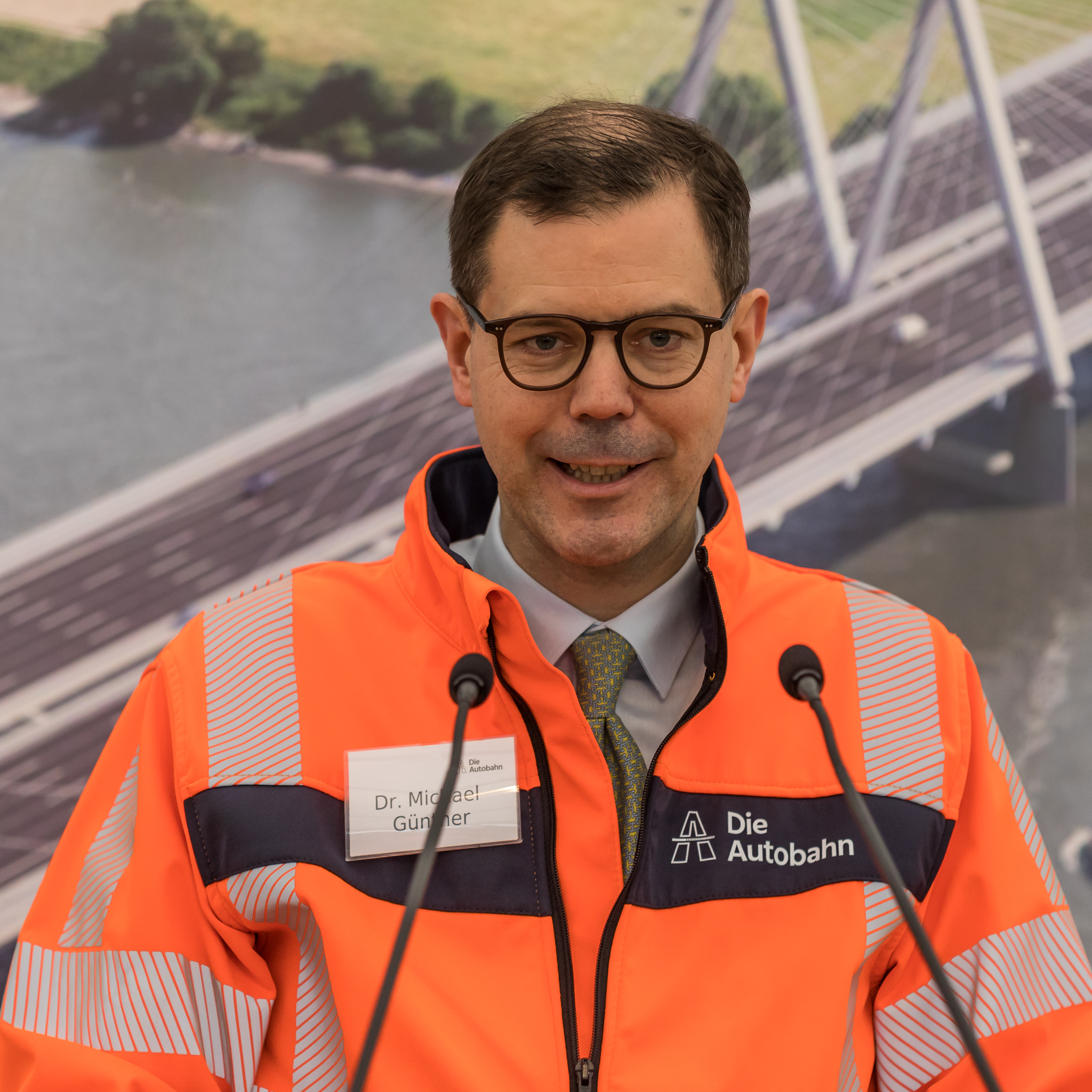
Michael Güntner, 2024

Michael Güntner (* 19. Juni 1973 in Fulda) ist ein deutscher Jurist und Manager. Er war von 2019 bis 2022 Staatssekretär im Bundesministerium für Digitales und Verkehr. Seit 2023 ist er Vorsitzender der Geschäftsführung der Autobahn GmbH des Bundes.

## Ausbildung
Nach seinem Abitur absolvierte Güntner eine Berufsausbildung zum Bankkaufmann. Von 1993 bis 2000 war Güntner Helfer im erweiterten Katastrophenschutzdienst des Landkreises Fulda. Ab 1994 studierte er zunächst Betriebswirtschaftslehre an der Universität Passau, wechselte dann 1995 zum Studium der Rechtswissenschaft. Im Jahr 1999 legte er seine erste Prüfung in Köln ab. Güntner war von 2000 bis 2002 Wissenschaftlicher Mitarbeiter am Institut für Öffentliches Recht von Professor Josef Isensee der Universität Bonn, bevor er 2003 die zweite Staatsprüfung in Koblenz erfolgreich ablegte und an der Universität Bonn zum Doktor der Rechte promovierte. Von 2003 bis 2004 absolvierte er ein Postgraduiertenstudium an der Universität Oxford, das er mit dem Magister Juris (M.Jur.) abschloss.

## Beruf
2004 wurde Güntner Referent im Bundesministerium des Innern im Referat für Zivil- und Bevölkerungsschutz. 2005 wurde er Persönlicher Referent des Generalsekretärs der CDU Deutschlands Volker Kauder und wechselte mit ihm zur CDU/CSU-Bundestagsfraktion. Im Jahr 2012 wurde Güntner Unterabteilungsleiter in der Zentralabteilung des Bundesministeriums des Innern. Von 2014 bis 2019 war er Fraktionsdirektor der CDU/CSU-Bundestagsfraktion, bevor er im März 2019 Staatssekretär im Bundesministerium für Digitales und Verkehr wurde.
Als Staatssekretär war Güntner im Ministerium zuständig für die Beteiligungen des Bundes, den Bundeshaushalt sowie das Thema Informationstechnik. In seiner Funktion verhandelte er unter anderem die zehnjährige Leistungs- und Finanzierungsvereinbarung mit der Deutsche Bahn AG, die eine 86 Milliarden Euro Investitionen in das Bestandsnetz der Bahn vorsah, ebenso die Mittelverwendung der 10 Milliarden Euro Eigenkapitalerhöhung für die Deutsche Bahn AG aus dem Klimapaket der Bundesregierung (Deutschland) im Jahr 2019.
Unter dem Kabinett Scholz im Jahr 2021 blieb Güntner noch bis ins Jahr 2022 im Amt und übernahm zu seinen bisherigen Aufgaben noch die Themen Luftfahrt und Straßenverkehr. Den Vorsitz des Aufsichtsrats der Autobahn GmbH des Bundes übernahm Ende März 2022 der Parlamentarische Staatssekretär Oliver Luksic.
Von 2022 bis 2023 war Güntner als Rechtsanwalt niedergelassen.
Seit 2023 ist er Vorsitzender der Geschäftsführung der Autobahn GmbH des Bundes.

## Privates
Güntner ist verheiratet und hat zwei Kinder. Seit 1995 ist er Mitglied der katholischen Studentenverbindung KDStV Oeno-Danubia Passau sowie später auch der KDStV Ripuaria Bonn, beide im CV. 2003 war er Bundesvorsitzender der Arbeitsgemeinschaft katholischer Studentenverbände (AGV).

## Publikationen
- Laufbahnbewerber und Außenseiter: das Laufbahnprinzip als Regulativ von Zugang und Aufstieg im Berufsbeamtentum (= Schriften zum öffentlichen Recht. Band 983). Duncker & Humblot, Berlin 2005, ISBN 978-3-428-11335-4 (Dissertation).